# La Légende du grand judo
Série
La Nouvelle Légende du grand judo
(1945)
Pour plus de détails, voir Fiche technique et Distribution.
La Légende du grand judo (姿三四郎, Sugata Sanshirō) est un film japonais réalisé par Akira Kurosawa, sorti en 1943. Tourné à Kyoto, c'est le premier long métrage de son auteur.

## Synopsis
En 1882, 15 ans après l'ouverture au monde dans l'ère Meiji, dans un port japonais, arrive Sanshiro Sugata, un jeune homme qui veut apprendre le « jujitsu » auprès du maître Monma Saburo. Au cours d'une réunion, les adeptes du jujitsu parlent avec mépris d'une nouvelle technique appelée « judo », dont les émules pensent détrôner le jujitsu comme principal art martial. Pourtant Sugata assiste sur un quai à un duel nocturne où le maître Shogoro Yano fait la preuve éclatante de la supériorité du judo, en envoyant tous ses adversaires dans l'eau. Subjugué, Sugata jette ses sandales, qui sont emportées doucement par la pluie et suit Yano. Impulsif et irréfléchi, il prouve son endurance en passant une nuit entière accroché à un pieu dans l'étang de la demeure de Yano - tandis qu'un nénuphar symbolique s'ouvre à la lumière du matin. Sugata finit par être accepté dans l'école de judo.
Quelque temps après, en l'absence du maître Yano, l'école reçoit la visite de Higaki Gennosuke, maître de ju-jitsu et meilleur disciple de l'école de Hansuke Murai. Higaki, « au regard de serpent » souhaite affronter un disciple de l'école de Yano. Sanshiro est prêt pour le combat mais cela lui est impossible car il est interdit de pratique. 
Par la suite, le préfet de Police organise un tournoi d'arts martiaux de la police entre les différentes écoles. Celle qui en sortira vainqueur s'occupera de la section « arts martiaux » de la police.
Sugata est choisi par le maître Shogoro Yano pour représenter l'école mais il doit affronter dans un premier temps Monma Saburo. Au cours d'un combat spectaculaire, Sugata  parvient à occire Monma. Cette victoire contribue à accroitre sa réputation. Puis, Sugata suit un dur entraînement avec Yano avant son prochain duel contre Hansuke Murai, vieux maître d'une école rivale de  jiu-jitsu. Sayo Murai, la fille de ce dernier prie pour que son père âgé sorte gagnant du combat singulier. 
L'entraînement intense de Yano redonne le goût de vivre au jeune homme. Il fait la connaissance de Sayo sans savoir qui elle est. Les deux jeunes gens sympathisent. Ils finissent cependant par découvrir qui ils sont et se quittent. Sugata souhaite perdre son combat car il aime la jeune femme. Le tournoi de police arrive. Sugata refuse d'y aller mais un révérend de  l'école le convainc d'accepter le combat. Au cours du duel spectaculaire, Sugata parvient à battre Murai. Celui-ci, en convalescence prend pourtant en affection le jeune judoka qui est reçu chez lui et retrouve Murai. Mais, Higaki, le meilleur disciple de Murai, n'accepte pas de voir Sugata se rapprocher de son maître et de sa fille. Ainsi, Higaki provoque Sugata pour un duel à mort. Ils se rencontrent en combat singulier dans une plaine battue par les vents. Sugata le bat avec les plus grandes difficultés et le met KO. Higaki n'en tiendra pas rancune au jeune judoka et renoncera par la suite à l'affronter.
Plus tard, Sugata partira en voyage avec la fille de Murai. Il aura triomphé de ses adversaires, mais aussi de lui-même, leçon essentielle de l'esprit du « Grand Judo ».

## Fiche technique
- Titre original : 姿三四郎 (Sugata Sanshirō?)

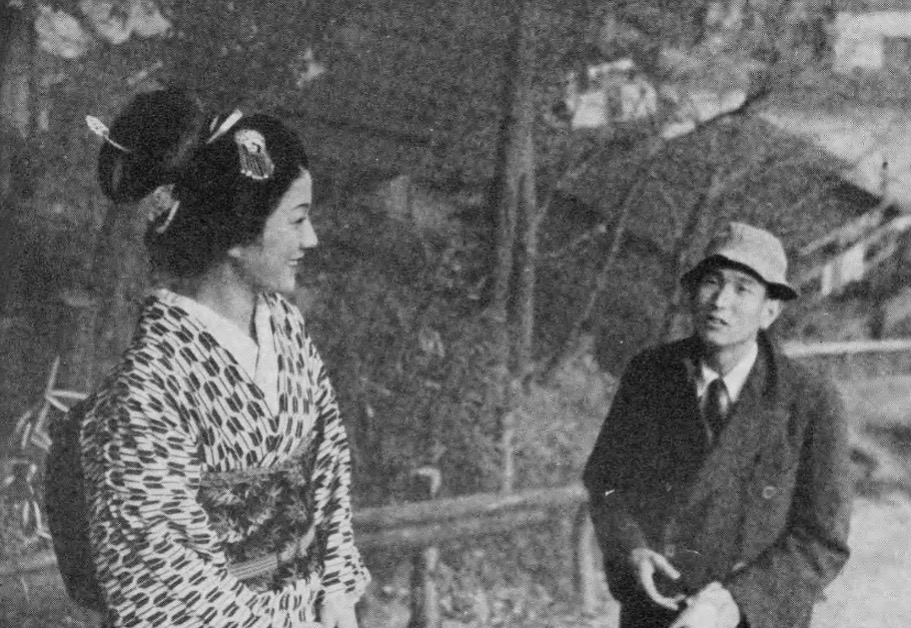
Yukiko Todoroki et Akira Kurosawa sur le tournage de La Légende du grand judo.

- Titre français : La Légende du grand judo
- Titre anglais : Judo Saga
- Réalisation : Akira Kurosawa
- Scénario : Akira Kurosawa, d'après le roman de Tsuneo Tomita
- Musique : Seiichi Suzuki
- Photographie : Akira Mimura (ja)
- Montage : Toshio Gotō et Akira Kurosawa
- Production : Keiji Matsuzaki
- Société de production et de distribution : Tōhō
- Pays d'origine :  Empire du Japon
- Langue originale : japonais
- Format : noir et blanc - 1,37:1 - son mono - 35 mm
- Genre : drame, action
- Durée : 97 minutes[1] ramenée à 80 à la suite de la censure japonaise[2]
- Dates de sortie :
  - Empire du Japon : 25 mars 1943[1]
  - France : 12 septembre 1979[3]
- Licence : domaine public depuis juillet 2006

## Distribution
- Denjirō Ōkōchi : Shogoro Yano
- Susumu Fujita : Sanshiro Sugata
- Yukiko Todoroki : Sayo Murai

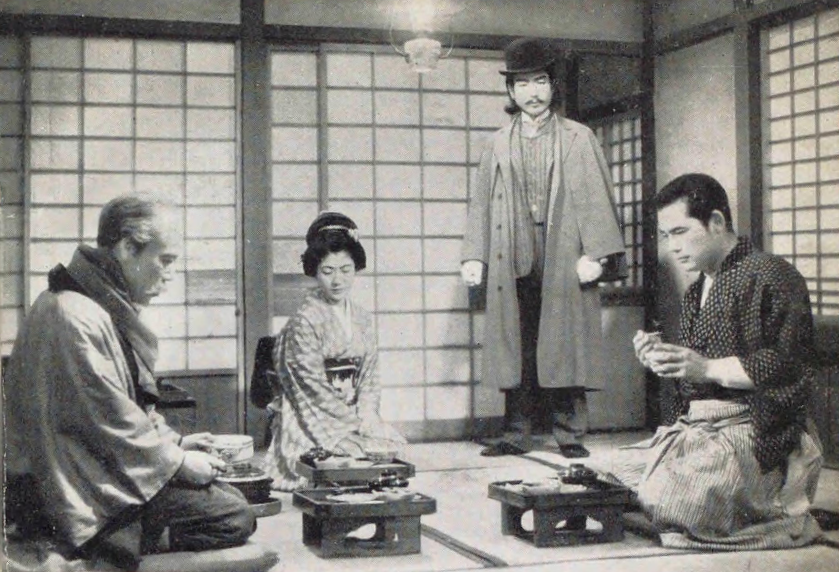
de g. à d. : Takashi Shimura, Yukiko Todoroki, Ryūnosuke Tsukigata et Susumu Fujita.

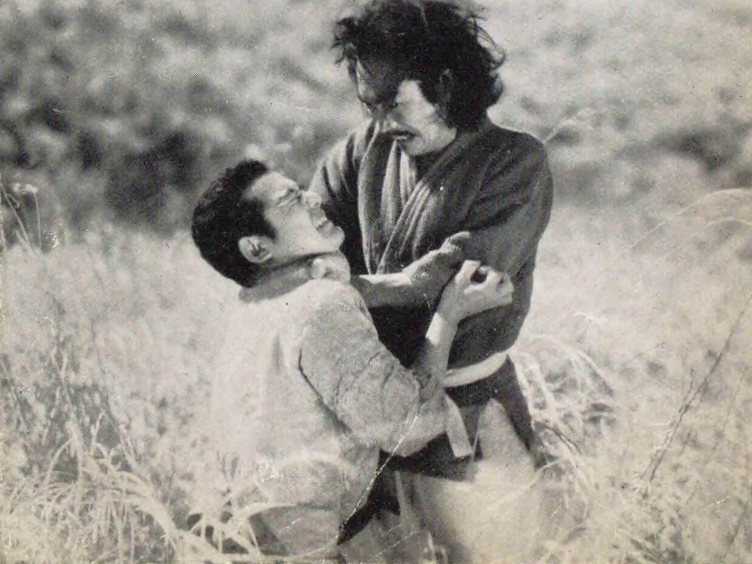
Susumu Fujita et Ryūnosuke Tsukigata.

- Ryūnosuke Tsukigata : Gennosuke Higaki
- Takashi Shimura : Hansuke Murai, le père de Sayo
- Ranko Hanai : Osumi Kodana
- Sugisaku Aoyama (ja) : Tsunetami Iimura
- Ichirō Sugai : le chef de la police Mishima
- Yoshio Kosugi : le maître Saburo Kodama
- Kokuten Kodo : le prêtre bouddhiste
- Michisaburō Segawa (ja) : Wada
- Akitake Kōno : Yoshima Dan
- Shōji Kiyokawa : Yujiro Toda
- Kunio Mita (ja) : Kohei Tsuzaki
- Akira Nakamura (ja) : Toranosuki Niiseki
- Eisaburō Sakauchi : Nemeto
- Hajime Hikari (ja) : Torakichi

## Autour du film
- Lors de la réalisation du film, Akira Kurosawa subit des pressions du pouvoir japonais pour insérer des éléments du discours nationaliste alors diffusé par le gouvernement japonais engagé aux côtés de l'Allemagne nazie dans la Seconde Guerre mondiale. Lors d'une interview[4], Akira Kurosawa dit avoir essayé de ne pas le faire.
- Après sa sortie, le film a été amputé de 17 minutes par la censure japonaise. Cette partie n'a jamais été retrouvée. Jugé trop proche du sentimentalisme occidental, le film doit son salut au soutien de Yasujirō Ozu auprès des censeurs[2].
- Le film a eu une suite en 1945, La Nouvelle légende du grand judo, toujours réalisée par Akira Kurosawa, ainsi que de nombreux remakes : Sugata Sanshiro, réalisé par Shigeo Tanaka en 1955, Sugata Sanshiro, produit par Akira Kurosawa et réalisé par Seiichiro Uchikawa en 1965, A Brave Generous Era, réalisé par Sadao Nakajima en 1966, Dawn of Judo, réalisé par Kunio Watanabe en 1970, ainsi que Sugata Sanshiro, réalisé par Kihachi Okamoto en 1977.
- Johnnie To lui rendra hommage dans son film Judo, sorti en 2004.